# Jan Pikul (profesor)
Jan Pikul (ur. 21 lutego 1949 w Grzebienisku) – polski technolog żywności, nauczyciel akademicki, profesor nauk rolniczych, profesor Uniwersytetu Przyrodniczego w Poznaniu oraz rektor tej uczelni w kadencji 2016–2020.

## Życiorys
Od ukończenia studiów zawodowo związany z Akademią Rolniczą im. Augusta Cieszkowskiego w Poznaniu, przekształconą później w Uniwersytet Przyrodniczy w Poznaniu. W 1980 uzyskał stopień doktora nauk rolniczych. Habilitował się w 1989 na podstawie rozprawy zatytułowanej Oddziaływanie różnych metod ogrzewania oraz chłodniczego przechowywania na utlenianie się lipidów w podstawowych częściach tuszek kurcząt. 31 października 2000 otrzymał tytuł profesora nauk rolniczych.
Na macierzystej uczelni przechodził kolejne stopnie kariery akademickiej – pracował jako pracownik naukowo-techniczny (od 1973), następnie starszy asystent (od 1975), adiunkt (od 1980) i docent (od 1990). W 1991 i 2005 obejmował kolejne stanowiska profesorskie. W latach 1982–1983 w ramach stypendium Programu Fulbrighta przebywał na University of Illinois. Odbywał staże naukowe m.in. długoterminowy na Illinois State University.
Na poznańskiej uczelni rolniczej był prodziekanem Wydziału Technologii Żywności (1990–1993) i dziekanem tej jednostki (1993–1999). Od 1996 pełnił obowiązki kierownika Katedry Technologii Mleczarstwa na Wydziale Nauk o Żywności i Żywieniu, w 2000 objął stanowisko kierownika. W latach 2008–2016 zajmował stanowisko prorektora ds. nauki i współpracy z zagranicą. W 2016 został wybrany na funkcję rektora Uniwersytetu Przyrodniczego w Poznaniu na czteroletnią kadencję (od 1 września 2016).
Specjalizuje się w zagadnieniach z zakresu chemii tłuszczów zwierzęcych, technologii mięsa, drobiu i jaj, technologii mleczarstwa oraz technologii żywności pochodzenia zwierzęcego. Zajął się badaniami dotyczącymi m.in. podatności lipidów z tkanek zwierzęcych na procesy utleniania, stosowaniem modyfikowanej atmosfery do przedłużania trwałości produktów mlecznych, wykorzystaniem procesów membranowych w przemyśle mleczarskim. Współzałożyciel Polskiego Towarzystwa Technologów Żywności, członek m.in. World's Poultry Science Association, Komitetu Nauk o Żywności Polskiej Akademii Nauk oraz rady naukowej „Przeglądu Mleczarskiego”, przewodniczący rady programowej „Wieści Akademickich”.
Został odznaczony Złotym Krzyżem Zasługi (1995) oraz Krzyżem Kawalerskim Orderu Odrodzenia Polski (2019).